# Lie (canción de Dream Theater)
«Lie» es la octava pista del álbum Awake de la banda de metal progresivo Dream Theater. La letra fue escrita por Kevin Moore. También se realizó un sencillo que contenía la versión de radio de la canción y las pistas Space Dye-Vest, To Live Forever y Another Day, esta última en directo. En el video de la canción, así como en el de The Silent Man, Kevin Moore no aparecería debido a su separación de la banda.

## Sencillo

### CD
1. Lie (Edit) – 5:00
2. Space-Dye Vest – 7:29
3. To Live Forever – 4:54
4. Another Day (Live)

### LP
1. Lie – 5:00
2. Space-Dye Vest – 7:29
3. Take the Time (Demo) – 7:58